# Associazione Calcio Milan 2018-2019 (femminile)
Questa voce raccoglie le informazioni riguardanti la squadra femminile dell'Associazione Calcio Milan nelle competizioni ufficiali della stagione 2018-2019.

## Stagione

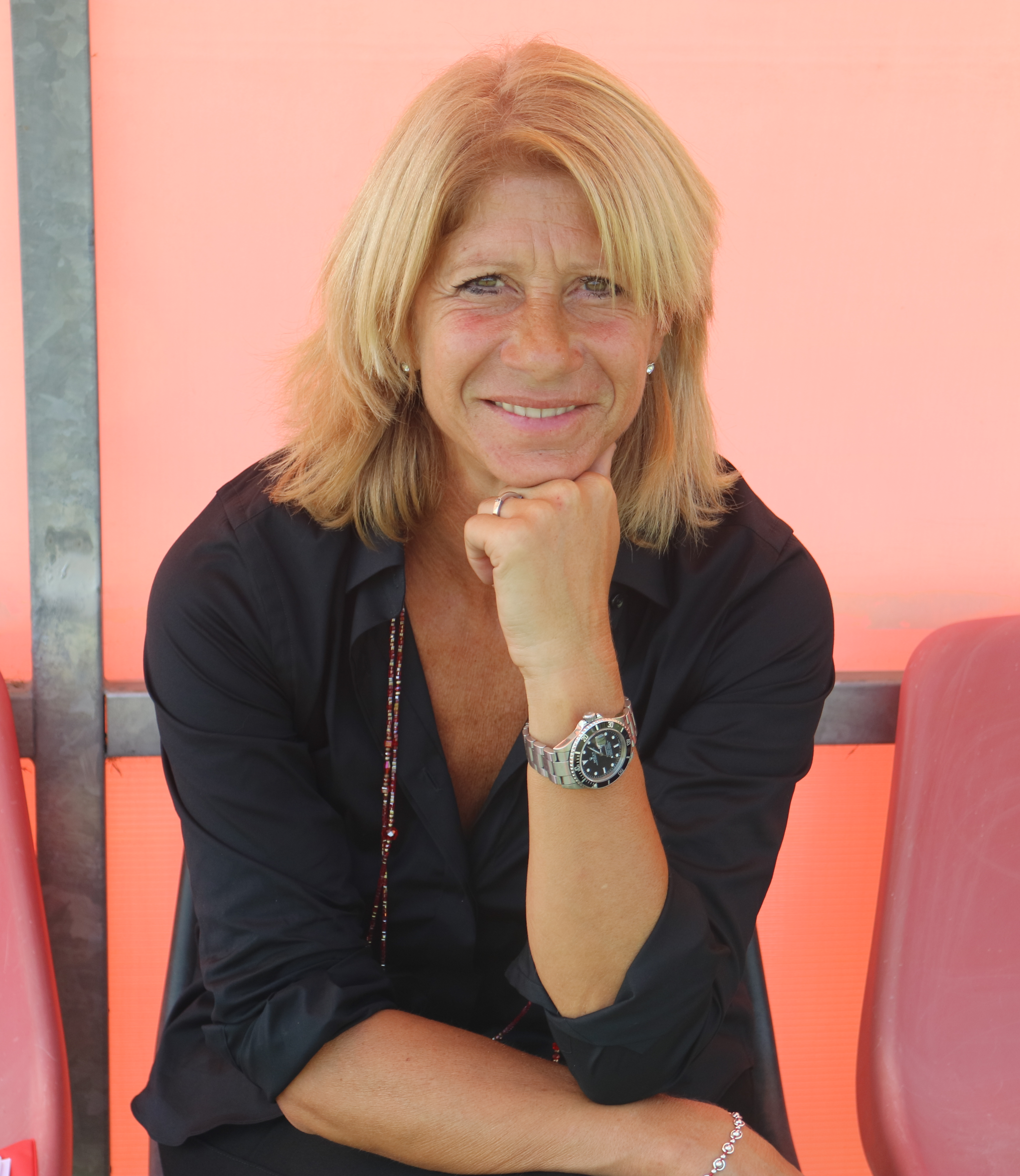
Il tecnico Carolina Morace porta il neonato Milan al terzo posto in classifica.

L'11 giugno 2018, il Milan, da tempo intenzionato ad entrare nel campionato italiano di categoria con una propria squadra femminile, rileva il titolo sportivo dell'A.C.F. Brescia Calcio Femminile, squadra militante nella massima serie, dando vita così, alla prima sezione femminile rossonera della sua storia, già attiva nel settore giovanile dal 2015. La squadra prende subito parte al campionato nazionale di Serie A 2018-2019.
Dopo aver annunciato l'ufficialità della nuova istituzione femminile, undici giorni più tardi la società ingaggia l'ex calciatrice Carolina Morace, in arrivo dalla panchina della Nazionale femminile di calcio di Trinidad e Tobago, come team manager della squadra. Per quanto concerne il mercato invece, il club rossonero decide di ripartire dallo zoccolo bresciano della stagione precedente, ingaggiando ben dieci calciatrici biancoblù che sono la romena Ceasar e Zanzi tra i pali, in difesa la lusitana Mendes e a centrocampo vengono trattenute Fusetti, Giugliano e la finlandese Heroum, mentre gran parte dell'attacco bresciano posa in maglia rossonera, formato dalle calciatrici Cacciamali e dalle compagne di reparto Bergamaschi, Giacinti e Sabatino.

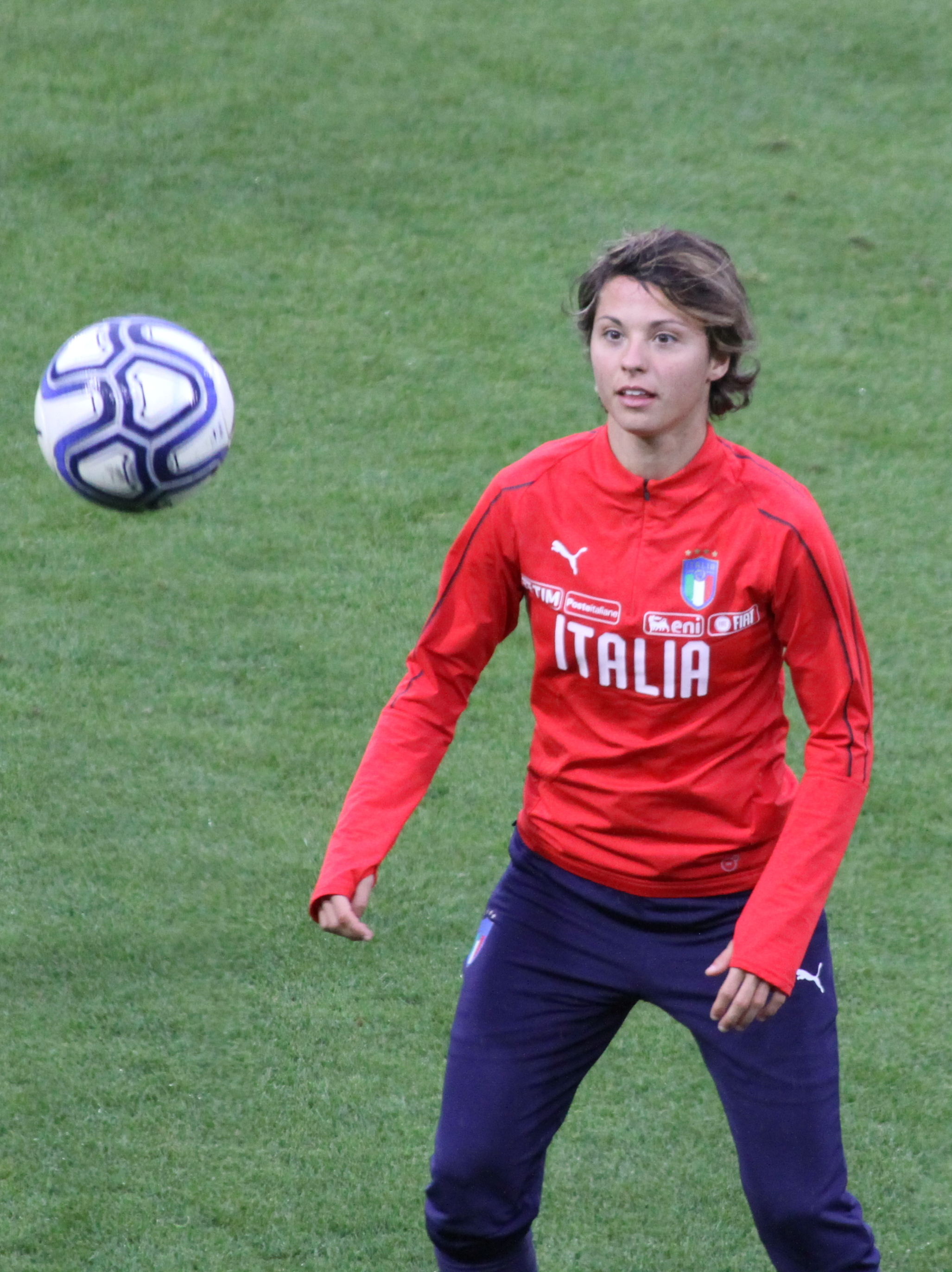
Il neoacquisto Valentina Giacinti, capocannoniere del campionato con 21 gol.

Nell'organico vengono inserite anche le centrocampiste Carissimi dalla Fiorentina Women's e Capelli dall'Apollōn Lemesou, mentre dall'Atalanta Mozzanica arrivano l'ex bresciana Alborghetti e la compagna di squadra Rizza, la slovacca Korenčiová viene prelevata dal Friburgo, i difensori Manieri e Tucceri Cimini acquistate entrambi dal San Zaccaria e la croata Žigić dal Jena, mentre la giovane Coda, viene ingaggiata dal Real Meda che arriva dal campionato cadetto. Alla corte della Morace, vengono inserite anche le due centrocampiste sudamericane Lady Andrade dal Santa Fe, e Thaisa Moreno, dallo Sky Blue.
Il 22 settembre il Milan Women esordisce in campionato contro la Pink Sport Time, vincendo per 6-0. Al termine del campionato la squadra rossonera chiude al 3º posto in classifica a quota 51 punti, mancando per 4 punti la qualificazione in UEFA Women's Champions League. In Coppa Italia il Milan viene eliminato dalla Juventus in semifinale.

## Divise e sponsor
Lo sponsor tecnico della stagione 2018-2019 è fornito dalla Puma, mentre lo sponsor ufficiale è Fly Emirates.
| Casa | Trasferta | Terza divisa | 1ª div. portiere | 2ª div. portiere | 3ª div. portiere |

## Organigramma societario
Area sportiva
- Dirigente accompagnatore:

Area tecnica
- Allenatore: Carolina Morace
- Allenatore in seconda: Nicola Williams
- Preparatore atletico:
- Preparatore dei portieri:

Area sanitaria
- Centro medico: Milan Lab

## Rosa
Rosa aggiornata al 25 settembre 2018.
| N. |                       | Ruolo | Calciatrice                      |
| -- | --------------------- | ----- | -------------------------------- |
| 1  | Romania (bandiera)    | P     | Camelia Ceasar                   |
| 2  | Portogallo (bandiera) | D     | Mónica Mendes                    |
| 3  | Italia (bandiera)     | D     | Federica Rizza                   |
| 5  | Italia (bandiera)     | C     | Lisa Alborghetti                 |
| 6  | Italia (bandiera)     | D     | Laura Fusetti                    |
| 7  | Italia (bandiera)     | A     | Valentina Bergamaschi            |
| 8  | Italia (bandiera)     | C     | Marta Carissimi                  |
| 9  | Italia (bandiera)     | A     | Daniela Sabatino (vice capitano) |
| 10 | Italia (bandiera)     | C     | Manuela Giugliano                |
| 11 | Finlandia (bandiera)  | C     | Nora Heroum                      |
| 12 | Slovacchia (bandiera) | P     | Mária Korenčiová                 |
| 13 | Italia (bandiera)     | C     | Martina Capelli                  |

| N. |                     | Ruolo | Calciatrice                  |
| -- | ------------------- | ----- | ---------------------------- |
| 17 | Italia (bandiera)   | C     | Mia Bellucci                 |
| 18 | Croazia (bandiera)  | D     | Sandra Žigić                 |
| 19 | Italia (bandiera)   | A     | Valentina Giacinti           |
| 20 | Italia (bandiera)   | A     | Isabel Cacciamali            |
| 21 | Italia (bandiera)   | D     | Raffaella Manieri (capitano) |
| 22 | Brasile (bandiera)  | C     | Thaisa Moreno                |
| 23 | Italia (bandiera)   | C     | Miriam Longo                 |
| 27 | Italia (bandiera)   | D     | Linda Tucceri Cimini         |
| 29 | Italia (bandiera)   | A     | Anita Coda                   |
| 30 | Italia (bandiera)   | P     | Francesca Zanzi              |
| ?  | Colombia (bandiera) | A     | Lady Andrade                 |

## Calciomercato

### Sessione estiva(dal 1º luglio al 31 agosto)
| Acquisti | Acquisti              | Acquisti        | Acquisti |
| R.       | Nome                  | da              | Modalità |
| -------- | --------------------- | --------------- | -------- |
| C        | Lisa Alborghetti      | Mozzanica       |          |
| A        | Isabel Cacciamali     | Brescia         |          |
| A        | Valentina Giacinti    | Brescia         |          |
| A        | Daniela Sabatino      | Brescia         |          |
| C        | Manuela Giugliano     | Brescia         |          |
| D        | Raffaella Manieri     | San Zaccaria    |          |
| C        | Marta Carissimi       | Fiorentina      |          |
| A        | Valentina Bergamaschi | Brescia         |          |
| D        | Laura Fusetti         | Brescia         |          |
| P        | Camelia Ceasar        | Brescia         |          |
| D        | Federica Rizza        | Mozzanica       |          |
| D        | Linda Tucceri Cimini  | San Zaccaria    |          |
| C        | Martina Capelli       | Apollōn Lemesou |          |
| A        | Anita Coda            | Real Meda       |          |
| D        | Mónica Mendes         | Brescia         |          |
| P        | Mária Korenčiová      | Friburgo        |          |
| P        | Francesca Zanzi       | Brescia         |          |
| C        | Nora Heroum           | Brescia         |          |
| D        | Sandra Žigić          | Jena            |          |
| C        | Thaisa Moreno         | Sky Blue        |          |
| A        | Lady Andrade          | Santa Fe        |          |

| Cessioni | Cessioni | Cessioni | Cessioni |
| R.       | Nome     | a        | Modalità |
| -------- | -------- | -------- | -------- |

## Risultati

### Serie A

#### Girone di andata
| Arbitro: | Di Marco (Ciampino) |

|  |           |                                                             |
|  | Marcatori | 15’ Sabatino 28’, 40’, 61’, 83’ Giacinti 80’ (aut.) Santoro |

| Arbitro: | Campagnolo (Bassano del Grappa) |

|                               |           |                                  |
| Sabatino 4’, 34’ Giacinti 17’ | Marcatori | 29’ Mauro 76’ (aut.) Alborghetti |

| Arbitro: | Simone Picchi (Lucca) |

|                    |           |                              |
| Ferrato 29’, 45+1’ | Marcatori | 34’ Giacinti 40’ Alborghetti |

| Arbitro: | Alessandro Munerati (Rovigo) |

|            |           |  |
| Thaisa 87’ | Marcatori |  |

| Arbitro: | Eugenio Scarpa (Collegno) |

|  |           |              |
|  | Marcatori | 39’ Giacinti |

| Arbitro: | Jacopo Bertini (Lucca) |

|                                      |           |  |
| Thaisa 50’ Giacinti 60’ Sabatino 64’ | Marcatori |  |

| Arbitro: | Igor Yury Paolucci (Lanciano) |

|                       |           |                 |
| Salvatori Rinaldi 86’ | Marcatori | 69’ Bergamaschi |

| Arbitro: | Marco Gullotta (Siracusa) |

|                                                 |           |              |
| Giugliano 25’ Tucceri Cimini 71’ Sabatino 90+2’ | Marcatori | 56’ C. Merli |

| Arbitro: | Salvatore Morabito (Taurianova) |

|               |           |                           |
| Simonetti 31’ | Marcatori | 38’ Giacinti 46’ Sabatino |

| Milano 15 dicembre 2018, ore 14:30 CET 10ª giornata | Milan                           | 0 – 0 referto | Mozzanica | Centro Sportivo "Vismara"\| Arbitro: \| Alberto Arena (Torre del Greco) \| |
| Arbitro:                                            | Alberto Arena (Torre del Greco) |               |           |                                                                            |

| Arbitro: | Simone Piazzini (Prato) |

|                       |           |                                                  |
| Tarenzi 65’ Motta 72’ | Marcatori | 8’, 15’ Giacinti 29’, 51’ Sabatino 89’ Giugliano |

#### Girone di ritorno
| Arbitro: | Niccolò Turrini (Firenze) |

|                                                                     |           |  |
| Sabatino 8’, 44’, 49’ Alborghetti 12’ Giacinti 33’, 54’, 84’, 90+1’ | Marcatori |  |

| Arbitro: | Michele Delrio (Reggio Emilia) |

|                                               |           |  |
| Parisi 35’ (rig.) Bonetti 53’, 75’ Guagni 78’ | Marcatori |  |

| Arbitro: | Matteo Dellapiccola (Trento) |

|                                                  |           |                         |
| Giacinti 5’, 84’ Sabatino 7’, 10’ Alborghetti 9’ | Marcatori | 28’ (rig.), 74’ Ferrato |

| Arbitro: | Emanuele Bracaccini (Macerata) |

|           |           |                                                |
| Ferin 76’ | Marcatori | 22’ Thaisa 49’ Bergamaschi 65’ (rig.) Sabatino |

| Arbitro: | Valentina Finzi (Foligno) |

|                          |           |  |
| Sabatino 58’ Fusetti 62’ | Marcatori |  |

| Arbitro: | Davide Di Marco (Ciampino) |

|                   |           |  |
| Bonansea 54’, 86’ | Marcatori |  |

| Arbitro: | Luca Bergamin (Castelfranco Veneto) |

|                    |           |  |
| Rodella 52’ (aut.) | Marcatori |  |

| Arbitro: | Ivan Catallo (Frosinone) |

|  |           |              |
|  | Marcatori | 24’ Giacinti |

| Arbitro: | Andrea Bordin (Bassano del Grappa) |

|                                                     |           |                           |
| Giugliano 46’ Sabatino 59’ (rig.) Giacinti 76’, 87’ | Marcatori | 72’ (aut.) Tucceri Cimini |

| Arbitro: | Roberto Lovison (Padova) |

|  |           |                                  |
|  | Marcatori | 50’ (rig.) Sabatino 88’ Giacinti |

| Arbitro: | Valerio Crezzini (Siena) |

|                 |           |                        |
| Alborghetti 82’ | Marcatori | 49’ Pirone 68’ Tarenzi |

### Coppa Italia
| Arbitro: | Baldelli (Reggio Emilia) |

|                                      |           |                                                        |
| Marinelli 21’, 28’ Baresi 45’ (rig.) | Marcatori | 4’, 9’ Sabatino 65’ Tucceri 70’ Giugliano 73’ Giacinti |

| Arbitro: | Crezzini (Siena) |

|  |           |                            |
|  | Marcatori | 38’ Sabatino 63’ Giugliano |

| Arbitro: | Duzel (Castelfranco Veneto) |

|                                        |           |  |
| Tasselli 34’ (aut.) Giurgiu 83’ (aut.) | Marcatori |  |

| Arbitro: | Virgilio (Trapani) |

|                    |           |                           |
| Pedersen 2’ (aut.) | Marcatori | 45+1’ Bonansea 74’ Caruso |

| Arbitro: | Emmanuele (Pisa) |

|             |           |               |
| Glionna 59’ | Marcatori | 82’ Giugliano |

## Statistiche

### Statistiche di squadra
| Competizione | Punti | In casa | In casa | In casa | In casa | In casa | In casa | In trasferta | In trasferta | In trasferta | In trasferta | In trasferta | In trasferta | Totale | Totale | Totale | Totale | Totale | Totale | DR  |
| Competizione | Punti | G       | V       | N       | P       | Gf      | Gs      | G            | V            | N            | P            | Gf           | Gs           | G      | V      | N      | P      | Gf     | Gs     | DR  |
| ------------ | ----- | ------- | ------- | ------- | ------- | ------- | ------- | ------------ | ------------ | ------------ | ------------ | ------------ | ------------ | ------ | ------ | ------ | ------ | ------ | ------ | --- |
| Serie A      | 51    | 11      | 9       | 1       | 1       | 31      | 8       | 11           | 7            | 2            | 2            | 23           | 13           | 22     | 16     | 3      | 3      | 54     | 21     | +33 |
| Coppa Italia | -     | 2       | 1       | 0       | 1       | 3       | 2       | 3            | 2            | 1            | 0            | 8            | 4            | 5      | 3      | 1      | 1      | 11     | 6      | +5  |
| Totale       | -     | 13      | 10      | 1       | 2       | 34      | 10      | 14           | 9            | 3            | 2            | 31           | 17           | 27     | 19     | 4      | 4      | 65     | 27     | +38 |

### Andamento in campionato
| Giornata  | 1 | 2 | 3 | 4 | 5 | 6 | 7 | 8 | 9 | 10 | 11 | 12 | 13 | 14 | 15 | 16 | 17 | 18 | 19 | 20 | 21 | 22 |
| --------- | - | - | - | - | - | - | - | - | - | -- | -- | -- | -- | -- | -- | -- | -- | -- | -- | -- | -- | -- |
| Luogo     | T | C | T | C | T | C | T | C | T | C  | T  | C  | T  | C  | T  | C  | T  | C  | T  | C  | T  | C  |
| Risultato | V | V | N | V | V | V | N | V | V | N  | V  | V  | P  | V  | V  | V  | P  | V  | V  | V  | V  | P  |
| Posizione | 1 | 1 | 1 | 1 | 1 | 1 | 1 | 1 | 1 | 2  | 2  | 2  | 2  | 2  | 2  | 3  | 3  | 3  | 3  | 3  | 3  | 3  |

Legenda:

Luogo: C = Casa; T = Trasferta. Risultato: V = Vittoria; N = Pareggio; P = Sconfitta.

### Statistiche delle giocatrici
| Giocatore         | Serie A  | Serie A | Serie A     | Serie A    | Coppa Italia | Coppa Italia | Coppa Italia | Coppa Italia | Totale   | Totale | Totale      | Totale     |
| Giocatore         | Presenze | Reti    | Ammonizioni | Espulsioni | Presenze     | Reti         | Ammonizioni  | Espulsioni   | Presenze | Reti   | Ammonizioni | Espulsioni |
| ----------------- | -------- | ------- | ----------- | ---------- | ------------ | ------------ | ------------ | ------------ | -------- | ------ | ----------- | ---------- |
| L. Alborghetti    | 22       | 4       | 3           | 0          | 5            | 0            | 1            | 0            | 27       | 4      | 4           | 0          |
| L. Andrade        | -        | -       | -           | -          | -            | -            | -            | -            | -        | -      | -           | -          |
| M. Bellucci       | 1        | 0       | 0           | 0          | 0            | 0            | 0            | 0            | 1        | 0      | 0           | 0          |
| V. Bergamaschi    | 15       | 2       | 2           | 1          | 5            | 0            | 0            | 0            | 20       | 2      | 2           | 1          |
| I. Cacciamali     | 2        | 0       | 0           | 0          | -            | -            | -            | -            | 2        | 0      | 0           | 0          |
| M. Capelli        | 4        | 0       | 0           | 0          | 2            | 0            | 0            | 0            | 6        | 0      | 0           | 0          |
| M. Carissimi      | 17       | 0       | 2           | 0          | 4            | 0            | 0            | 0            | 21       | 0      | 2           | 0          |
| C. Ceasar         | 4        | -5      | 0           | 0          | 2            | -3           | 0            | 0            | 6        | -8     | 0           | 0          |
| A. Coda           | 11       | 0       | 0           | 0          | 3            | 0            | 0            | 0            | 14       | 0      | 0           | 0          |
| L. Fusetti        | 21       | 1       | 1           | 1          | 5            | 0            | 0            | 0            | 26       | 1      | 1           | 1          |
| V. Giacinti       | 21       | 21      | 2           | 0          | 5            | 1            | 0            | 0            | 26       | 22     | 2           | 0          |
| M. Giugliano      | 20       | 3       | 1           | 0          | 4            | 3            | 0            | 0            | 24       | 6      | 1           | 0          |
| N. Heroum         | 20       | 0       | 3           | 0          | 5            | 0            | 0            | 0            | 25       | 0      | 3           | 0          |
| M. Korenčiová     | 20       | -16     | 1           | 1          | 3            | -3           | 0            | 0            | 23       | -19    | 1           | 1          |
| M. Longo          | 14       | 0       | 0           | 0          | 2            | 0            | 1            | 0            | 16       | 0      | 1           | 0          |
| R. Manieri        | 1        | 0       | 0           | 0          | 1            | 0            | 0            | 0            | 2        | 0      | 0           | 0          |
| M. Mendes         | 21       | 0       | 2           | 0          | 5            | 0            | 0            | 0            | 26       | 0      | 2           | 0          |
| T. Moreno         | 19       | 3       | 3           | 0          | 4            | 0            | 1            | 0            | 23       | 3      | 4           | 0          |
| F. Rizza          | 10       | 0       | 1           | 0          | -            | -            | -            | -            | 10       | 0      | 1           | 0          |
| D. Sabatino       | 22       | 17      | 0           | 0          | 5            | 3            | 0            | 0            | 27       | 20     | 0           | 0          |
| L. Tucceri Cimini | 19       | 1       | 2           | 0          | 5            | 1            | 0            | 0            | 24       | 2      | 2           | 0          |
| F. Zanzi          | 0        | 0       | 0           | 0          | 1            | 0            | 0            | 0            | 1        | 0      | 0           | 0          |
| S. Žigić          | 13       | 0       | 0           | 0          | 4            | 0            | 0            | 0            | 17       | 0      | 0           | 0          |